# كالغاري بومرز
كالغاري بومرز (بالإنجليزية: Calgary Boomers)‏ هو نادي كرة قدم كندي تأسس في 1981 ، يقع مقره الرئيسي في كالغاري، ويلعب في دوري أمريكا الشمالية.